# Tim Berne
Tim Berne (ur. 16 października 1954 roku w Syracuse w stanie Nowy Jork), to amerykański muzyk jazzowy, kompozytor i saksofonista. Naukę gry na saksofonie altowym rozpoczął dopiero w wieku 19 lat pobierając lekcje m.in. u Anthony'ego Braxtona oraz Juliusa Hemhpilla. Niedługo potem otworzył własną wytwórnię muzyczną Empire Productions. Pierwszy album sygnowany jego nazwiskiem ukazał się w 1979 roku wydany na zachodnim wybrzeżu USA we współpracy z takimi muzykami jak Vinny Golii, Alex Cline i Roberto Mirandy.
Berne na przestrzeni lat współpracował m.in. z gitarzystami Billem Frisellem, Marcem Ducertem, Davidem Tornem, awangardowym saksofonistą Johnem Zornem, skrzypkiem Matem Manerim, trębaczem Herbem Robertsonem, perkusistą Tomem Raineyem, instrumentalistą klawiszowcem Craigem Tabornem, basistami Michaelem Formanekem i Drew Greesem.

## Dyskografia
- 1979 The Five Year Plan
- 1980 7X
- 1981 Songs and Rituals in Real Time
- 1983 Ancestors
- 1983 Mutant Variations
- 1983 Theoretically
- 1986 Fulton Street Maul
- 1988 Sanctified Dreams
- 1989 Tim Berne's Fractured Fairy Tales
- 1990 Pace Yourself
- 1992 Diminutive Mysteries
- 1993 Nice View
- 1994 Lowlife
- 1994 Poisoned Minds
- 1996 Memory Select
- 1997 Discretion
- 1997 Saturation Point
- 1997 Visitation Rites
- 1997 I Think They Liked It Honey
- 1998 Please Advise
- 1998 Visitation Rites
- 1998 Ornery People
- 1998 Cause & Reflect
- 2001 The Shell Game
- 2001 Open, Coma
- 2002 The Sevens
- 2002 Science Friction
- 2003 The Sublime And
- 2004 Acoustic and Electric Hard Cell Live
- 2005 Feign
- 2005 Pre-Emptive Denial